# Хьюи, Аарон
Аарон Хьюи (англ. Aaron Huey; родился 9 декабря 1975 года) — американский фотожурналист и фотограф-документалист, широко известный своими проектами, большинство из которых имеют социальный подтекст или приключенческий характер.
Аарон Хьюи родился в городе Уэрленд, штат Вайоминг. Он окончил высшую школу в родном городе и благодаря полученной стипендии от фонда Ротари смог продолжить обучение в Словакии. После возвращения в США он окончил Денверский университет в штате Колорадо и в 1999 году получил степень бакалавра .
Он является редактором американского ежемесячного журнала Harper’s Magazine, его снимки регулярно появляются в таких газетах и журналах, как National Geographic, The New Yorker, The New York Times и других.
Наиболее известным фотографическим проектом Хьюи является серия документальных снимков индейской резервации Пайн-Ридж в Южной Дакоте. Эта резервация племени оглала одна из самых бедных в США. Средняя продолжительность жизни у мужчин не превышает 47 лет, а большинство жителей Пайн-Ридж живут на 3 тысячи долларов в год. Хьюи делал снимки в резервации в течение 5 лет и сблизился со многими индейскими семьями. Благодаря этой работе, он смог привлечь внимание официальных лиц страны к серьёзным проблемам коренного населения США.